# Раппно, Жан-Поль
Жан-Поль Раппно (фр. Jean-Paul Rappeneau; род. 8 апреля 1932, Осер, Франция) — французский кинорежиссёр и сценарист.

## Биография
Начинал как ассистент режиссёра на съёмках фильмов Луи Маля «Зази в метро» и «Частная жизнь», к последнему из которых был также соавтором сценария.
В 1964 году выступил соавтором сценария и ассистентом режиссёра Филиппа де Брока на съёмках фильма «Человек из Рио» с Жаном-Полем Бельмондо в главной роли. Его же Раппно снимет в одном из своих первых фильмов — «Повторный брак» (1971).
В 1973 он снова сотрудничает с де Брока и Бельмондо, приняв участие в написании сценария к комедии «Великолепный».
В 1990 году выходит самый успешный на сегодняшний день фильм Раппно — экранизация пьесы «Сирано де Бержерак» Эдмона Ростана, с Жераром Депардьё и Венсаном Пересом в главных ролях.
В 2003 режиссёр снова снимает Депардьё в своём фильме — на этот раз в «Счастливого пути!».
Раппно — брат сценаристки Элизабет Раппно и отец композитора и певца Мартина Раппно (род. 5 апреля 1976), а также писателя и сценариста Жюльена Раппно («Faubourg 36», в русскоязычном варианте «Париж! Париж!»).

## Фильмография

### Режиссёр
- 1966 — «Жизнь богачей» / La vie de château
- 1971 — «Повторный брак» / Les Mariés de l’an II
- 1975 — «Дикарь» / Le Sauvage
- 1981 — «Огонь и пламя» / Tout feu, tout flamme
- 1990 — «Сирано де Бержерак» / Cyrano de Bergerac
- 1995 — «Гусар на крыше» / Le Hussard sur le toit
- 2003 — «Бон вояж!» / Bon voyage
- 2015 — «Образцовые семьи» / Belles familles

### Сценарист
- 1959 — «Подписано: Арсен Люпен» / Signé: Arsène Lupin
- 1960 — «Зази в метро» / Zazie dans le Métro
- 1962 — «Частная жизнь» / Vie privée
- 1962 — «Поединок на острова» / Le combat dans l'île
- 1964 — «Человек из Рио» / L' Homme De Rio
- 1965 — «Сказочное приключение Марко Поло» / La fabuleuse aventure de Marco Polo
- 1966 — «Жизнь богачей» / La vie de château
- 1971 — «Повторный брак» / Les Mariés de l’an II (и адаптация)
- 1973 — «Великолепный» / Le Magnifique
- 1975 — «Дикарь» / Le Sauvage
- 1981 — «Огонь и пламя» / Tout feu, tout flamme
- 1990 — «Сирано де Бержерак» / Cyrano de Bergerac
- 1995 — «Гусар на крыше» / Le Hussard sur le toit
- 2003 — «Счастливого пути!» / Bon voyage (и адаптация)
- 2015 — «Образцовые семьи» / Belles familles (и идея)

## Награды и номинации
- Приз Луи Деллюка (1965)
- премия Кинофестиваля в Торонто (1990)
- премия Академии Кино Франции (1990)
- «Сезар» (1991)
- «Давид ди Донателло» (1991)
- номинации на «Оскар» (1965), премии Каннского кинофестиваля (1971 и 1990 годы), BAFTA (1992)[3]